# 1470

## Събития
- Завършена е главната фасада на Църквата Санта Мария Новела във Флоренция по проект на Леон Батиста Алберти. Произведението се превръща в един от еталоните за ренесансова архитектура.

## Родени
- 2 октомври – Изабела Арагонска, херцогиня на Милано
- 10 октомври – Селим I, Султан на Османската империя